# Campeonato Mundial de Atletismo de 2017 - 3000 m com obstáculos masculino
A competição dos 3000 metros com obstáculos masculino no Campeonato Mundial de Atletismo de 2017 foi realizada no Estádio Olímpico de Londres nos dias 6 e 8 de agosto. Conseslus Kipruto do Quênia levou a medalha de ouro. 

## Recordes
Antes da competição, os recordes eram os seguintes:
| Recorde mundial                               | Saif Saaeed Shaheen (BHR)         | 7:53.63 | Bruxelas, Bélgica            | 3 de setembro de 2004 |
| Recorde do campeonato                         | Ezekiel Kemboi (KEN)              | 8:00.43 | Berlim, Alemanha             | 18 de agosto de 2009  |
| Melhor marca do ano                           | Evan Jager (USA)                  | 8:01.29 | Mônaco                       | 21 de julho de 2017   |
| Recorde africano                              | Brimin Kiprop Kipruto (KEN)       | 7:53.64 | Mônaco                       | 22 de julho de 2011   |
| Recorde asiático                              | Saif Saaeed Shaheen (BHR)         | 7:53.63 | Bruxelas, Bélgica            | 3 de setembro de 2004 |
| Recorde da América do Norte, Central e Caribe | Evan Jager (USA)                  | 8:00.45 | Saint-Denis, França          | 4 de julho de 2015    |
| Recorde sul-americano                         | Wander do Prado Moura (BRA)       | 8:14.41 | Mar del Plata, Argentina     | 22 de março de 1995   |
| Recorde europeu                               | Mahiedine Mekhissi-Benabbad (FRA) | 8:00.01 | Saint-Denis, França          | 6 de julho de 2013    |
| Recorde da Oceania                            | Peter Renner (NZL)                | 8:14.05 | Coblença. Alemanha Ocidental | 29 de agosto de 1984  |

## Medalhistas
| Ouro                    | Prata                     | Bronze           |
| Conseslus Kipruto (KEN) | Soufiane El Bakkali (MAR) | Evan Jager (USA) |

## Tempo de qualificação
| Tempo de qualificação |
| --------------------- |
| 8:32.00               |

## Calendário
| Data                | Horário | Fase          |
| ------------------- | ------- | ------------- |
| 6 de agosto de 2017 | 10:05   | Eliminatórias |
| 8 de agosto de 2017 | 21:10   | Final         |

Todos os horários estão no horário local (UTC+1)

## Resultados

### Eliminatórias
Qualificação: Três primeiros de cada bateria (Q) e os seis melhores tempos (q) 
| Pos. | Série | Raia | Atleta                      | Nacionalidade  | Tempo   | Notas            |
| ---- | ----- | ---- | --------------------------- | -------------- | ------- | ---------------- |
| 1    | 2     | 9    | Evan Jager                  | Estados Unidos | 8:20.36 | Q                |
| 2    | 2     | 4    | Tafese Seboka               | Etiópia        | 8:20.48 | Q                |
| 3    | 2     | 5    | Yoann Kowal                 | França         | 8:20.60 | Q                |
| 4    | 2     | 11   | Ezekiel Kemboi              | Quênia         | 8:20.61 | q,               |
| 5    | 1     | 15   | Soufiane El Bakkali         | Marrocos       | 8:22.60 | Q                |
| 6    | 1     | 12   | Mahiedine Mekhissi-Benabbad | França         | 8:22.83 | Q                |
| 7    | 1     | 13   | Getnet Wale                 | Etiópia        | 8:23.00 | Q                |
| 8    | 2     | 15   | Albert Chemutai             | Uganda         | 8:23.18 | q,               |
| 9    | 1     | 6    | Bilal Tabti                 | Argélia        | 8:23.28 | q                |
| 10   | 3     | 4    | Conseslus Kipruto           | Quênia         | 8:23.80 | Q                |
| 11   | 1     | 4    | Jairus Birech               | Quênia         | 8:23.84 | q                |
| 12   | 3     | 3    | Stanley Kebenei             | Estados Unidos | 8:24.19 | Q                |
| 13   | 3     | 12   | Matthew Hughes              | Canadá         | 8:24.79 | Q,               |
| 14   | 3     | 10   | Tesfaye Deriba              | Etiópia        | 8:25.33 | q                |
| 15   | 1     | 9    | Jacob Araptany              | Uganda         | 8:25.86 | q                |
| 16   | 1     | 2    | Ala Zoghlami                | Itália         | 8:26.18 | Recorde pessoal  |
| 17   | 3     | 13   | Hillary Bor                 | Estados Unidos | 8:27.53 |                  |
| 18   | 1     | 10   | Ole Hesselbjerg             | Dinamarca      | 8:27.86 | Recorde pessoal  |
| 19   | 1     | 1    | Krystian Zalewski           | Polónia        | 8:28.41 |                  |
| 20   | 2     | 1    | Hicham Bouchicha            | Argélia        | 8:30.01 |                  |
| 21   | 3     | 2    | Altobeli da Silva           | Brasil         | 8:31.82 |                  |
| 22   | 1     | 3    | Zak Seddon                  | Grã-Bretanha   | 8:32.84 |                  |
| 23   | 3     | 1    | Brimin Kipruto              | Quênia         | 8:33.33 |                  |
| 24   | 1     | 7    | Hossein Keyhani             | Irão           | 8:33.76 | Recorde nacional |
| 25   | 2     | 10   | Mohamed Ismail Ibrahim      | Djibuti        | 8:33.77 |                  |
| 26   | 2     | 2    | Abdoullah Bamoussa          | Itália         | 8:34.86 |                  |
| 27   | 3     | 11   | Jakob Ingebrigtsen          | Noruega        | 8:34.88 |                  |
| 28   | 2     | 8    | Yemane Haileselassie        | Eritreia       | 8:35.73 |                  |
| 29   | 3     | 14   | Napoleon Solomon            | Suécia         | 8:35.95 |                  |
| 30   | 3     | 8    | Yohanes Chiappinelli        | Itália         | 8:36.48 |                  |
| 31   | 1     | 5    | José Peña                   | Venezuela      | 8:37.15 |                  |
| 32   | 3     | 6    | Jonathan Romeo              | Espanha        | 8:38.05 |                  |
| 33   | 2     | 12   | Fernando Carro              | Espanha        | 8:38.42 |                  |
| 34   | 3     | 9    | Mohamed Tindouft            | Marrocos       | 8:40.99 |                  |
| 35   | 3     | 5    | Boniface Sikowo             | Uganda         | 8:43.86 |                  |
| 36   | 2     | 7    | Hicham Sigueni              | Marrocos       | 8:44.74 |                  |
| 37   | 2     | 6    | Mitko Tsenov                | Bulgária       | 8:45.21 |                  |
| 38   | 2     | 3    | Hironori Tsuetaki           | Japão          | 8:45.81 |                  |
| 39   | 2     | 13   | Raouf Boubaker              | Tunísia        | 8:46.25 |                  |
| 40   | 3     | 7    | Stewart McSweyn             | Austrália      | 8:47.53 |                  |
| 41   | 3     | 15   | Rob Mullett                 | Grã-Bretanha   | 8:47.99 |                  |
| 42   | 1     | 8    | Sebastián Martos            | Espanha        | 8:51.57 |                  |
| 43   | 2     | 14   | Ieuan Thomas                | Grã-Bretanha   | 8:52.96 |                  |
| 44   | 1     | 14   | Tarık Langat Akdağ          | Turquia        | 8:53.42 |                  |
| 45   | 1     | 11   | Emil Blomberg               | Suécia         | DNF     |                  |

### Final
A final da prova ocorreu dia 8 de agosto às 21:10. 
| Pos.              | Atleta                      | Nacionalidade  | Tempo   | Notas                |
| ----------------- | --------------------------- | -------------- | ------- | -------------------- |
| Medalha de ouro   | Conseslus Kipruto           | Quênia         | 8:14.12 |                      |
| Medalha de prata  | Soufiane El Bakkali         | Marrocos       | 8:14.49 |                      |
| Medalha de bronze | Evan Jager                  | Estados Unidos | 8:15.53 |                      |
| 4                 | Mahiedine Mekhissi-Benabbad | França         | 8:15.80 |                      |
| 5                 | Stanley Kebenei             | Estados Unidos | 8:21.09 |                      |
| 6                 | Matthew Hughes              | Canadá         | 8:21.84 | Recorde da temporada |
| 7                 | Tesfaye Deriba              | Etiópia        | 8:22.12 |                      |
| 8                 | Tafese Seboka               | Etiópia        | 8:23.02 |                      |
| 9                 | Getnet Wale                 | Etiópia        | 8:25.28 |                      |
| 10                | Albert Chemutai             | Uganda         | 8:25.94 |                      |
| 11                | Ezekiel Kemboi              | Quênia         | 8:29.38 |                      |
| 12                | Jairus Birech               | Quênia         | 8:32.90 |                      |
| 13                | Yoann Kowal                 | França         | 8:34.53 |                      |
| 14                | Jacob Araptany              | Uganda         | 8:49.18 |                      |
| 15                | Bilal Tabti                 | Argélia        | DSQ     |                      |

Legenda
| Recorde mundial       | Recorde mundial (World record)               |                       | Recorde africano                      | Recorde africano (African) |                                           | Q | Classificado por posição (Qualified) |
| Recorde do campeonato | Recorde do campeonato (Championship record)  | Recorde da América    | Recorde da América (Americas)         | q                          | Classificado por melhor tempo (Qualified) |   |                                      |
| Melhor marca do ano   | Melhor marca do ano (World leading)          | Recorde asiático      | Recorde asiático (Asian)              | DNS                        | Não largou (Did not start)                |   |                                      |
| Recorde nacional      | Recorde nacional (National record)           | Recorde europeu       | Recorde europeu (European)            | DNF                        | Não terminou (Did not finish)             |   |                                      |
| Recorde pessoal       | Recorde pessoal do atleta (Personal best)    | Recorde da Oceania    | Recorde da Oceania (Oceania)          | DSQ / DQ                   | Desclassificado (Disqualified)            |   |                                      |
| Recorde da temporada  | Recorde da temporada do atleta (Season best) | Recorde sul-americano | Recorde sul-americano (South America) | NM                         | Sem marca (No mark)                       |   |                                      |